# 派翠西亞·史蒂芬斯
派翠西亞·史蒂芬斯（Patricia Stephens，1925年—），出生名派翠西亞·安妮·羅伯茲（Patricia Anne Roberts），是一名美國女子羽球運動員。
她於1948年與克林頓·史蒂芬斯結婚。她與丈夫在1949年的全英羽球錦標賽中贏得了混合雙打冠軍。他們兩人還贏得了1948年美國國家羽球錦標賽的混合雙打冠軍。